# Мочвара (3. сезона)
Трећа и финална сезона криминалистичко-драмске телевизијске серије Мочвара емитована је од 14. септембра до 6. октобра 2024. године на каналима Суперстар ТВ и РТС 1. Трећа сезона се састоји од 8 епизода.

## Радња
Никола Крсмановић живи ван Београда у недовршеној кући. Ноћу вози такси и не пије већ годину дана. Николина бивша жена Маја, удала се за угледног човека, са Николином ћерком живи у лепој кући у ширем центру града.
Никола је напустио посао у полицији, сада ради као возач и заштитник елитних проститутки.
Током једног инцидента Никола претуче банкара који је напао једну од његових штићеница, а након што је банкар пронађен мртав, Никола постаје главни осумњичени. Случај постаје веома личан за бившег инспектора Николу, посебно што на случају раде његове бивше колеге.
Пратећи полицијске трагове, начин функционисања елитне проституције те крупног криминала, Никола постепено схвата да решење мистерије лежи у давној прошлости... , 

## Улоге
| Глумац              | Улога             |
| ------------------- | ----------------- |
| Горан Богдан        | Никола Крсмановић |
| Јелисавета Орашанин | Светлана Страјнић |
| Јана Милосављевић   | Тијана Мартиновић |
| Стефан Трифуновић   | Бобан Марковић    |
| Пеђа Марјановић     | Милош Скочајић    |
| Марко Јањић         | Филип Татић       |
| Бранислав Томашевић | Тадија Боснић     |
| Маја Чампар         | Марта             |
| Зорана Бећић        | Борка Татић       |
| Анђела Јанковић     | Андреа Тошић      |
| Матеа Милосављевић  | Беба              |
| Ања Ђорђевић        | Срна Татић        |

## Епизоде
| Бр. еп. (укупно) | Бр. еп. (у сезони) | Наслов        | Редитељ       | Сценариста                      | Премијера           |
| --- | ------------------ | ------------- | ------------- | ------------------------------- | ------------------- |
| 22 | 1                  | "Епизода 3.1" | Олег Новковић | Милена Марковић и Олег Новковић | 14. септембар 2024. |
| Никола Крсмановић, некада полицајац, сада ради као таксиста. Превози елитне проститутке и је близак са Светланом коју сустиже прошлост, након чега одлучује да промени живот из корена што ће довести до кобних последица... |                    |               |               |                                 |                     |
| 23 | 2                  | "Епизода 3.2" | Олег Новковић | Милена Марковић и Олег Новковић | 15. септембар 2024. |
| Инспектор Бобан Марковић ради на случају убиства. Сигурносне камере откривају да су и Никола и Светлана били код убијеног непосредно пре трагичног догађаја. Светлана покушава да пређе у легалне послове и одлучује се да позајми новац од криминалца. |                    |               |               |                                 |                     |
| 24 | 3                  | "Епизода 3.3" | Олег Новковић | Милена Марковић и Олег Новковић | 21. септембар 2024. |
| Oбдукција потрвђује да је реч о насилној смрти. Светлана се труди да изгради што бољи однос са ћерком, а уценама и притисцима покушава да откупи салон од власнице. Срна, Филипова ћерка, Андреи открива чиме се Светлана бави, због чега се Андреа одлучује на корак који ће имати далекосежне последице... |                    |               |               |                                 |                     |
| 25 | 4                  | "Епизода 3.4" | Олег Новковић | Милена Марковић и Олег Новковић | 22. септембар 2024. |
| Светлана, у страху од последица, неуспешно тражи новац од Андреиног правог оца. Никола осећа да се Светлана боји некога. Никола прави план, да са Светланом побегне у нови живот. Догађа се ново убиство. |                    |               |               |                                 |                     |
| 26 | 5                  | "Епизода 3.5" | Олег Новковић | Милена Марковић и Олег Новковић | 28. септембар 2024. |
| Никола је очајан, на све начине покушава да расветли случај Светланиног убиства. Бобан тражи Николину помоћ у вођењу истрага јер су му потребне информације од елитних проституки. У покушају да заштити Андреу, Филип од ње узима новац који је Светлана дуговала. Још једно убиство, извршено на исти начин као предходна...                                                                                       |                    |               |               |                                 |                     |
| 27 | 6                  | "Епизода 3.6" | Олег Новковић | Милена Марковић и Олег Новковић | 29. септембар 2024. |
| Филип Татић је убијен, а његова ћерка Срна затиче његово беживотно тело. Бобан више нема главног осумљиченог за убиства, враћа се на почетак. На фотографију пронађену на месту злочина на коме се налазе три млада момка, сазнаје ко су они. Тијана, Светланина полусестра издала је Андреу. Беба, покушава да спаси Андреу и позива Николу да јој помогне. Никола спашава Андреу, али себи прави много проблема... |                    |               |               |                                 |                     |
| 28 | 7                  | "Епизода 3.7" | Олег Новковић | Милена Марковић и Олег Новковић | 5. октобар 2024.    |
| Бобану је све јасно, али одлучује да истрагу настави уз Николину помоћ. Никола добије задатак да истражи прошлост дечака са фотографије, сазнаје доста тога о прошлости Филипа, Радоша и Матије, наилази на ћорсокак али и поред тога повлачи одређене кораке који ће га приближити истини. |                    |               |               |                                 |                     |
| 29 | 8                  | "Епизода 3.8" | Олег Новковић | Милена Марковић и Олег Новковић | 6. октобар 2024.    |
| Настају нови проблеми за Николу, јер Бобан више не може да игнорише оно што је од почетка знао. Никола и даље истражује и долази до нових информација које отварају један стари, заборављени случај. Случајним сусретом Николи све постаје јасно. Уследи још један сусрет са најбољим пријатељем. |                    |               |               |                                 |                     |